# Soleil Moon Frye
Soleil Moon Frye (ur. 6 sierpnia 1976 w Glendorze) – amerykańska aktorka, reżyserka i scenarzystka filmowa.

## Życiorys
Tytułowa rola opuszczonej przez matkę Penelope Brewster, zwanej „Punky”, w telewizyjnym serialu Punky Brewster przyniosła jej dwie Nagrody Młodych Artystów oraz trzy nominacje do tego lauru. Inną znaną postacią serialową odtwarzaną przez Frye jest Roxie King; aktorka wcielała się w nią w latach 2000–2003 przez sześćdziesiąt pięć odcinków w sitcomie Sabrina – nastoletnia czarownica.